# Lemko-rusínská republika
Lemko-rusínská republika (lemsky Ruská Narodna Respublika Lemkiv) byl malý stát v Malopolsku (tehdy Halič), vytvořený dne 5. prosince 1918 po rozpadu Rakousko-Uherska, který byl ovšem brzy po svém vzniku připojen k Polsku.

## Lokalizace i vznik

Území nárokované Lemky (včetně Gorlic, Zakopaného, Nového Targu a Nového Sadce).

Lemkové žili v polském jiho-východním pohraničí od 14. století v pásu širokém 10-25 km od Popradské doliny až k údolí řeky Oslawy. Mezi lemkovské osady patří Krynica-Zdrój, Uście Gorlickie, Rzepedź, Komańcza, Łosie, Nowica, Zdynia, Gładyszów, Hańczowa, Bartne, Bielanka, Regietów, Mokre, Szczawne, Kulaszne, Turzańsk, Zyndranowa, Świątkowa Wielka, Śnietnica, Florynka. V Gładyszówě 27. listopadu 1918 vznikla Rusínská rada, která si stanovila cíl připojit lemkovské území k Rusku. Koncem roku 1918 vznikly také Okresní ruská rada v Śnietnici a Ruská rada v Krynici. 5. prosince 1918 se lemkovské rady spojily a ve Florynce vyhlásily vytvoření Lemko-rusínské republiky. Kromě území obydleného Lemky si Lemko-rusínská republika nárokovala rozsáhlá okolní území obydlená a ovládaná Poláky (oblast Zakopaného, Nového Targu, Nového Sadce atd.), na kterých Lemkové nikdy nežili.

## Historie
Jako prorusky orientovaná země se chtěla tato republika spojit s Ruskem, což však za přítomnosti bolševiků nepřicházelo v úvahu.
Vůdčími postavami lemkovského hnutí se stali Dr. Jarosław Kaczmarczyk, Dr. Aleksander Cichański a kněz Mychal Jurczakewycz. Nebyly však určeny jednoznačné cíle hnutí - jedni se chtěli připojit k Rusku, jiní k Ukrajině, jiní k Československu (což podpořil zejména Grigorij Žatkovič, který již dříve pomohl k ČSR připojit Podkarpatskou Rus) a rovněž se objevil požadavek nechat republiku samostatnou, ale s jiným hlavním městem (např. Prešov nebo Užhorod). Situace se záhy zkomplikovala po vypuknutí polsko-ukrajinské války a obsazení Ukrajinské lidové republiky polskými vojsky. Od konce ledna 1919 se v Lemko-rusínsku konaly manifestace za sjednocení s Rusíny v ČSR, Polsko se však nemínilo vzdát části Malopolska a Československo nemělo valný zájem o jeho ovládnutí.
Zčásti souběžně existovala též Východní Lemkovská republika, označovaná též Komančská republika, se sídlem ve vesnici Komańcza – ta zahrnovala 33 vesnic a zamýšlela připojení k Západoukrajinské lidové republice. 

## Zánik
Brzy po vyhlášení republiky bylo území osídlené Lemky obsazeno polskou armádou a Lemko-rusínská republika přestala existovat. V březnu 1919 byli přední představitelé republiky (mezi nimi i Jurczakiewycz a Kaczmarczyk) uvězněni a obviněni z vlastizrady, ale soud v Novém Sadci je osvobodil. Saintgermainská smlouva, podepsána 10. září 1919, přidělila oficiálně celou Halič Polsku.